# Joshua Mikel
Joshua Mikel, né le 27 janvier 1984 à Conyers, dans l'État de Géorgie, est un acteur et storyboardeur américain.

## Filmographie

### Acteur

#### Cinéma
- 2005 : The Problem with Fiber Optics : le garçon de la fontaine
- 2007 : The Caress of the Creature : Sven
- 2007 : Kirksdale : Officier Pearl
- 2007 : Heartburn : Wesley France
- 2008 : Fashionistas : Parker
- 2008 : Precious Cargo : le décorateur d'intérieur
- 2009 : S.P.A.G.H.E.T.T.-1 : Dr Sinclair Tyler
- 2009 : Squatter : Ranting Kid
- 2009 : Andy's Spick-N-Span : le sac sal
- 2010 : Milhous the King : Carl
- 2010 : Balls : Billy
- 2011 : No Matter What : Peek
- 2011 : 10 and 2 : Grits
- 2012 : Listen : David
- 2012 : The Brewmaster : Hudson
- 2012 : Passing Through Traveling Down : David
- 2013 : Long Live the King : Guy Fawkes
- 2013 : Les Miller, une famille en herbe : Gutter Punk
- 2013 : Crackerjack : Clay
- 2014 : Million Dollar Arm : le livreur
- 2014 : The Lengths : Charlie
- 2014 : The Good Lie : Dave
- 2014 : American Hell : Daemon
- 2014 : Last Shift : John Michael Paymon
- 2015 : Female Pervert : Allen
- 2015 : The List : Red Durant
- 2015 : Intruders : Vance
- 2015 : Terminator Genisys : le chauffeur en colère
- 2015 : It Plays Like Love : Cort
- 2015 : Bus 657 : Grant
- 2015 : Alvin et les Chipmunks : À fond la caisse : Wyatt le livreur de pizza
- 2015 : Extraction : Drake
- 2016 : Dirty Papy : Hippie Griz
- 2016 : Bleed : le jeune député Wilson
- 2016 : The Book of Love : Thor Heyerdahl
- 2016 : En cavale : Carny
- 2016 : Cell Phone : Raggedy
- 2016 : Independence Day: Resurgence : Armand
- 2016 : Joyeux Bordel ! : un destructeur de la fête
- 2017 : Vengeance : Marvin
- 2017 : L'Échappée belle : l'homme de la station de service
- 2017 : Moi, Tonya : un spectateur
- 2018 : Game Night : Colin
- 2018 : Love, Simon : un opérateur
- 2018 : Ant-Man et la Guêpe : le garde du corps de Sonny Burch
- 2018 : L'Épreuve du feu : le camarade qui hurle
- 2019 : Stuber : Ponytail Goon
- 2019 : The Dirt : le dealer
- 2019 : Only : Randall
- 2019 : Above Suspicion : Ricky
- 2019 : Blood on Her Name : Reed
- 2020 : Horror Nights : Daemon
- 2020 : Greenland : Lucas
- 2020 : 8th Floor Massacre : Dale Reznik
- 2020 : It Plays Like Love: Restaged Edition : Cort
- 2021 : Respect : Roger Hawkins
- 2021 : Ragged Heart : Declan Purcell
- 2021 : Happy Trails : Emmanuel
- 2022 : Florida Moves : Mund
- 2022 : Unhuman : Chip
- 2023 : Renfield : Phil
- 2023 : Ils ont cloné Tyrone : DJ Strangelove
- 2024 : Baby Bird : l'homme en colère
- 2024 : Brothers : Glenn
- 2024 : Lilly : Luke Urskee
- 2025 : Ragamuffin : Moto Doug
- 2025 : Spray Bottle : Rob
- 2025 : Thunderbolts* : le père de Bob
- 2025 : Rectitude : un prédicateur
- 2025 : Fort Valor : Oncle Sean

#### Télévision
- 2012 : The Game : l'homme en désintoxication
- 2012 : Vampire Diaries : un patient (1 épisode)
- 2013-2016 : Nashville : Shep (4 épisodes)
- 2014 : Being Mary Jane : Julian Slater (1 épisode)
- 2014 : Drop Dead Diva : Randy Flynn (1 épisode)
- 2015 : Hindsight : Stanton (5 épisodes)
- 2016 : Game of Silence : Marco Ladera (3 épisodes)
- 2016 : Quarry : Billy (1 épisode)
- 2016 : Rectify : Peyton (2 épisodes)
- 2016-2018 : The Walking Dead : Jared (11 épisodes)
- 2018 : Black Lightning : Steven Conners (3 épisodes)
- 2019 : The Act : Brian (1 épisode)
- 2019 : The Righteous Gemstones : Daedalus (2 épisodes)
- 2019 : The Purge : Logan Gardner (1 épisode)
- 2020 : Doom Patrol : Imaginary Jesus (1 épisode)
- 2021 : Creepshow : Cliven Ridgeway (1 épisode)
- 2022 : Ozark : John (1 épisode)
- 2023 : FBI: Most Wanted : Will Dewey (1 épisode)
- 2024 : Manhunt : John Surratt Jr. (3 épisodes)
- 2025 : S.W.A.T. : Donovan Lee (1 épisode)

### Artiste de storyboard
- 2005 : The Problem with Fiber Optics
- 2007 : Kirksdale
- 2008 : Precious Cargo
- 2008 : Saint Nick
- 2009 : Seven to Ten Business Days
- 2010 : Waking Eloise
- 2011 : The Original Black Swan
- 2011 : Bad Influences
- 2012 : Dead Dad
- 2013 : Best Friends Forever
- 2014 : Road to the Open
- 2014 : Roswell FM
- 2015 : The Babysitter Murders
- 2018 : La Petite Sirène